# Georg David Ziegra
Georg David Ziegra (* 5. November 1653 in Wittenberg; † 13. März 1724 in Schmiedeberg) war ein deutscher evangelischer Theologe.

## Leben
Er war ein Sohn des Theologen Constantin Ziegra und von Anna Sophia geb. Fritzsche (1626–1667) aus Wittenberg, wo er am 9. November 1653 getauft wurde. Vermutlich liegt eine genealogische Verbindung über seine Großmutter Catharina Fluth, welche mit dem Wittenberger Stadtrichter David Fritzsche verheiratet war, zu Lucas Cranach der Ältere vor. Die Schule seiner Heimatstadt absolvierend nahm Ziegra in der Folge an der Universität Wittenberg, wo er bereits am 30. April 1660 deponiert worden war, ein Studium der Theologie und philosophischen Wissenschaften auf. Diese Ausbildung setzte er zeitweise im Sommersemester 1676 an der Universität Leipzig fort. Am 16. Oktober 1677 erwarb er sich an der Wittenberger Hochschule den akademischen Grad eines Magisters der Philosophie, am 8. Januar 1681 wurde er als Adjunkt an der philosophischen Fakultät aufgenommen und war im Sommersemester 1686 Dekan der philosophischen Fakultät. 1694 erhielt er nach abgehaltener Probepredigt, eine Berufung als Oberpfarrer an die Nikolaikirche in Schmiedeberg, daraufhin promovierte er am 25. Mai 1694 zum Lizentiaten der Theologie und wurde am 2. Juli 1694 in der Wittenberger Stadtkirche für dieses Amt ordiniert. Diese Aufgabe versah er bis zu seinem Lebensende und war ab 1694 zeitweise Ephorus des Sprengels Kemberg.
Ziegra hatte sich am 24. August 1702 in Wittenberg mit Johanna Sophia Clodius, die Tochter des Oberpfarrers und Propst in Schlieben Johannes Clodius und dessen Frau Anna Maria (geb. Meißner) verheiratet. Er hinterließ Kinder die für ihn in der Kirche in Schmiedeberg ein aufwendiges Epitaph errichten ließen, welches eine Schrifttafel mit einer in Latein gehaltenen kurzen Lebensbeschreibung aufweist.

## Schriften
- Šemen ham-mišḥā qodeš S. De Oleo Unctionis Sacro, Quod Exod. XXX. Comm. 22.–25. describitur, Disputatio Philologica. Wittenberg 1680 (Digitalisat).
- Dissertatio De Confusione Linguarum Babylonica. Wittenberg 1679 (Digitalisat).
- Assertum Hieronymi Rorarii, quod animalia bruta ratione utantur melius homine. Wittenberg 1681 (Digitalisat).
- De Inauguratione et Consecratione Sacerdotum Ebraeorum, Disputatio Philologica. Henckel, Wittenberg 1682. (Digitalisat)